# Nash megye
Nash megye az Amerikai Egyesült Államokban, azon belül Észak-Karolina államban található. Megyeszékhelye Nashville, legnagyobb városa Rocky Mount. Lakosainak száma 94 970 fő (2020. április 1.). Nash megye Johnston, Wake, Franklin, Warren, Halifax, Edgecombe és Wilson megyékkel határos.

## Népesség
A megye népességének változása:
| Lakosok száma | 95 875 | 95 880 | 95 517 | 95 093 | 93 919 | 94 970 |
|               | 2010   | 2011   | 2012   | 2013   | 2015   | 2020   |